# Stepove, Jovtnevîi
Stepove (în ucraineană Степове) este localitatea de reședință a comunei Vorovske din raionul Jovtnevîi, regiunea Mîkolaiiv, Ucraina.

## Demografie
Componența lingvistică a localității Stepove
     Ucraineană (92,56%)
     Rusă (4,76%)
     Belarusă (1,19%)
     Alte limbi (0,3%)
Conform recensământului din 2001, majoritatea populației localității Stepove era vorbitoare de ucraineană (92,56%), existând în minoritate și vorbitori de rusă (4,76%) și belarusă (1,19%).